# Krostoszowice
Krostoszowice (niem. Krostoschowitz) – wieś w Polsce położona w województwie śląskim, w powiecie wodzisławskim, w gminie Godów.
W latach 1975–1998 miejscowość administracyjnie należała do województwa katowickiego.
W 1794 roku zasłynęła z konkursu na największą plecionkę. 

## Położenie geograficzne
Krostoszowice położone są na południu województwa śląskiego w powiecie wodzisławskim w gminie Godów. Leżą na Płaskowyżu Rybnickim będącym częścią Wyżyny Śląskiej. Historycznie zaś na ziemi wodzisławskiej na Górnym Śląsku. Przez obszar wsi przebiega autostrada A1.
Teren wsi jest najbardziej pagórkowaty w gminie, Krostoszowice są też w niej wsią najwyżej położoną.

## Nazwa
Według niemieckiego językoznawcy Heinricha Adamy’ego nazwa miejscowości pochodzi od polskiej nazwy "krzaka" lub surowca opałowego, który z nich powstaje -"chrustu". W swoim dziele o nazwach miejscowych na Śląsku wydanym w 1888 roku we Wrocławiu wymienia on jako najstarszą zanotowaną nazwę miejscowości Crostoschowice podając jej znaczenie "Strauchdorf" czyli po polsku "Wieś wśród krzewów". Niemcy zgermanizowali nazwę na Krostoschowitz w wyniku czego utraciła ona swoje znaczenie. Od 1922 nosiła nazwę Krostoszowice.

### Historia
Krostoszowice po raz pierwszy zostały wzmiankowane w roku 1416. Od początku istnienia wieś ściśle związana była z sąsiednim dużym Skrzyszowem. Obie wsie wchodziły w skład Wodzisławskiego Państwa Stanowego. W II. połowie XX wieku krajobraz wsi przekształciła pobliska kopalnia KWK 1 Maja. Najstarszym budynkiem miejscowości jest stuletnia szkoła podstawowa.
W Krostoszowicach znajdował się szyb VII zlikwidowanej Kopalni Węgla Kamiennego 1 Maja. W miejscu usytuowania szybu znajduje się atrapa wieży szybowej oraz tablica upamiętniająca tragiczne zdarzenia związane z głębieniem tego szybu.

## Edukacja
- przedszkole
- szkoła podstawowa im. Gustawa Morcinka

Starsza młodzież uczęszcza do gimnazjów w Skrzyszowie lub Turzy Śląskiej.

## Sport
Na terenie wsi znajduje się kompleks boisk "Orlik", obok którego ulokowane są siłownia zewnętrzna oraz stanowisko do gry w tenisa stołowego. 

### Inter Krostoszowice
W Krostoszowicach od 2002 roku działa klub sportowy KS Inter Krostoszowice, prowadząc głównie sekcje piłki nożnej. Drużyna seniorów rozpoczęła rozgrywki w klasie C Podokręgu Rybnik od sezonu 2003/2004, aby pozostać w tej klasie rozgrywkowej przez 4 kolejne sezony. Sezon 2007/2008 to okres bardzo dobrej gry zespołu, uwieńczony awansem do klasy B. Klub prowadzi równolegle szkolenie piłkarskich drużyn młodzieżowych oraz organizuje imprezy ogólno-sportowe dla mieszkańców gminy i powiatu.